# Dirección General de Cooperación Autonómica y Local
La Dirección General de Cooperación Autonómica y Local (DGCAL) es el órgano directivo del Ministerio de Política Territorial y Memoria Democrática, adscrito a la Secretaría General de Coordinación Territorial, encargado de las relaciones entre la Administración General del Estado y el resto de administraciones públicas de España.

## Historia
La Dirección General de Cooperación Autonómica y Local se creó en 2018 a raíz de la separación de las competencias de la Dirección General de Relaciones con las Comunidades Autónomas y Entes Locales.
Si bien el órgano es de breve creación, su historia se remonta a 1979 con la creación del Ministerio de Administración Territorial. Por aquel entonces, las funciones se dividían en dos órganos directivos, la Dirección General de Cooperación con los Regímenes Autonómicos y la Dirección General de Administración Local.
Según avanzaba la creación Estado de las Autonomías, se iban haciendo más complejos los temas a tratar, teniendo que ampliarse a cuatro direcciones generales en 1980 con las nuevas direcciones generales de Desarrollo Autonómico y de Cooperación Local. En 1987 se redujeron a tres, con una Dirección General de Cooperación Territorial que asumía todas las relaciones con las autonomías y los entes locales, otra para el régimen jurídico de éstos y otra para temas económico-financieros. Para 1996, estas dos últimas direcciones generales habían sido fusionadas.
En el 2000, volvieron a ser dos como en 1979 y se mantuvo así hasta 2008 cuando se recuperó la Dirección General de Desarrollo Autonómico sobre todo para nuevos traspasos competenciales. En 2012 se agruparon todas las competencias bajo la Dirección General de Coordinación de Competencias con las Comunidades Autónomas y las Entidades Locales que dependía de la nueva Secretaría General de Coordinación Autonómica y Local (que se encargaba principalmente de temas financieros) y en 2017 bajo la Dirección General de Relaciones con las Comunidades Autónomas y Entes Locales bajo la Secretaría General de Coordinación Territorial.

## Estructura y funciones
De la Dirección General dependen los siguientes órganos directivos:
- La Subdirección General de Cooperación Autonómica, a la que corresponde:
  - El análisis, impulso y seguimiento de las relaciones de cooperación multilateral entre la Administración General del Estado y las Comunidades Autónomas y de los órganos de cooperación multilateral entre ellas, especialmente las Conferencias Sectoriales; y, en particular, el apoyo y asistencia que con este fin se preste a los departamentos ministeriales, así como el seguimiento de las decisiones adoptadas en aquellos.
  - Las funciones de apoyo técnico y administrativo y de secretaría administrativa que el Reglamento de la Conferencia de Presidentes atribuye a la Oficina de la Conferencia de Presidentes, bajo la dirección de la persona que ejerza la Secretaría General, así como cualesquiera otras que se le encomienden por acuerdo de la Conferencia de Presidentes y sus órganos.
  - El informe de los proyectos de convenios que se suscriban por la Administración General del Estado y sus organismos públicos y entidades de derecho público vinculados o dependientes, con las administraciones de las comunidades autónomas, previo a la autorización del Ministerio de Hacienda.
  - El impulso y seguimiento de los planes conjuntos a los que se refiere el artículo 151.2.a) de la Ley de Régimen Jurídico del Sector Público de 2015.
  - El análisis, impulso y coordinación técnica en la Administración General del Estado del uso de las lenguas oficiales, a través del Consejo de las Lenguas Oficiales en la Administración General del Estado y de la Oficina para las Lenguas Oficiales, así como el cumplimiento de la Carta Europea de Lenguas Regionales o Minoritarias, del Consejo de Europa, particularmente, a través de la preparación de los informes de seguimiento.
  - La gestión del Registro Electrónico estatal de Órganos e Instrumentos de Cooperación del sector público estatal, sección correspondiente a los Órganos de Cooperación.
- La Subdirección General de Relaciones Bilaterales con las Comunidades Autónomas, a la que corresponde:
  - El desempeño de las funciones de las secretarías de las Comisiones Bilaterales de Cooperación y, en general, la participación en órganos bilaterales de cooperación entre el Estado y las comunidades autónomas, salvo que de la norma de creación del órgano bilateral de cooperación o de la que regule su composición, se derive lo contrario, así como el seguimiento de la ejecución de los acuerdos adoptados en ellos.
  - El análisis y valoración de los aspectos relativos a los traspasos de funciones y servicios a las comunidades autónomas, la coordinación de las secretarías de las Comisiones Mixtas de Transferencias, la colaboración con el Ministerio de Hacienda y con los ministerios afectados por el traspaso en la valoración económica de los costes efectivos de los servicios objeto de traspaso, así como la tramitación, el impulso y el seguimiento de todas las fases de los procedimientos de traspaso hasta la adopción de los acuerdos de las Comisiones Mixtas y su aprobación por el Gobierno.
- La Subdirección General de Cooperación Local, a la que corresponde:
  - La coordinación de la actividad de la Comisión consultiva para la determinación de las sedes físicas de las entidades pertenecientes al sector público institucional estatal, la instrucción del procedimiento para la determinación de las sedes físicas y la preparación de las propuestas para su elevación al Consejo de Ministros.
  - Las relaciones y la colaboración con las comunidades autónomas y con las entidades locales, directamente o a través de sus asociaciones, en materia de gobierno y administración local.
  - La preparación de los asuntos y la ejecución de los acuerdos de la Conferencia Sectorial para Asuntos Locales, del Pleno y la Subcomisión de Cooperación con la Administración Local de la Comisión Nacional de Administración Local, de la Comisión Interadministrativa de Capitalidad y de la Comisión de Colaboración Estado-Comunidad Autónoma de Cataluña-Ayuntamiento de Barcelona, desempeñando las funciones propias de la secretaría de estos órganos y de aquellos que sean de apoyo.
  - La gestión de los programas económicos de cooperación local y de los correspondientes créditos presupuestarios estatales, así como de los programas europeos de aplicación en el área de las entidades locales.
  - La asistencia técnica y evacuación de consultas de las entidades locales en relación con las materias de contenido económico, en el ámbito de competencias de la Dirección General.
  - La actuación como organismo intermedio para la gestión de los Fondos de la Unión Europea, distintos de los provenientes del Plan de Recuperación, Transformación y Resiliencia (PRTR), dirigidos a las entidades locales, cuando así se haya previsto en el instrumento jurídico correspondiente.
  - La realización de las operaciones estadísticas en el ámbito de sus competencias y las que le sean asignadas en el Plan Estadístico Nacional.

- La División Administradora del Plan de Recuperación, Transformación y Resiliencia, a la que le corresponde:
  - El impulso, coordinación, diseño, ejecución y seguimiento del PRTR, en lo relativo a la transformación digital y modernización de las entidades locales.
  - La coordinación y el apoyo respecto al cumplimiento de los principios transversales descritos en el artículo 2.2 de la Orden HFP/1030/2021, de 29 de septiembre, por la que se configura el sistema de gestión del Plan de Recuperación, Transformación y Resiliencia, asociados a los proyectos de inversión y medidas del PRTR gestionados por el Ministerio de Política Territorial y Memoria Democrática

## Titulares
- José María Pérez Medina (2018-2020)[8]
- Carmen Cuesta Gil (2020-2021)[9]
- Fernando Galindo Elola-Olaso (2021-2023)[10]
- Alejandra del Río Novo (2023-2024)[11]
- Rafael Francisco Briet Seguí (2024-)[12]